# Antoni Bura
Antoni Bura (Karviná, 22 dicembre 1898 – Katowice, 13 ottobre 1980) è stato un militare e bobbista polacco.
Partecipò alle Olimpiadi invernali di Sankt Moritz 1928.

## Biografia

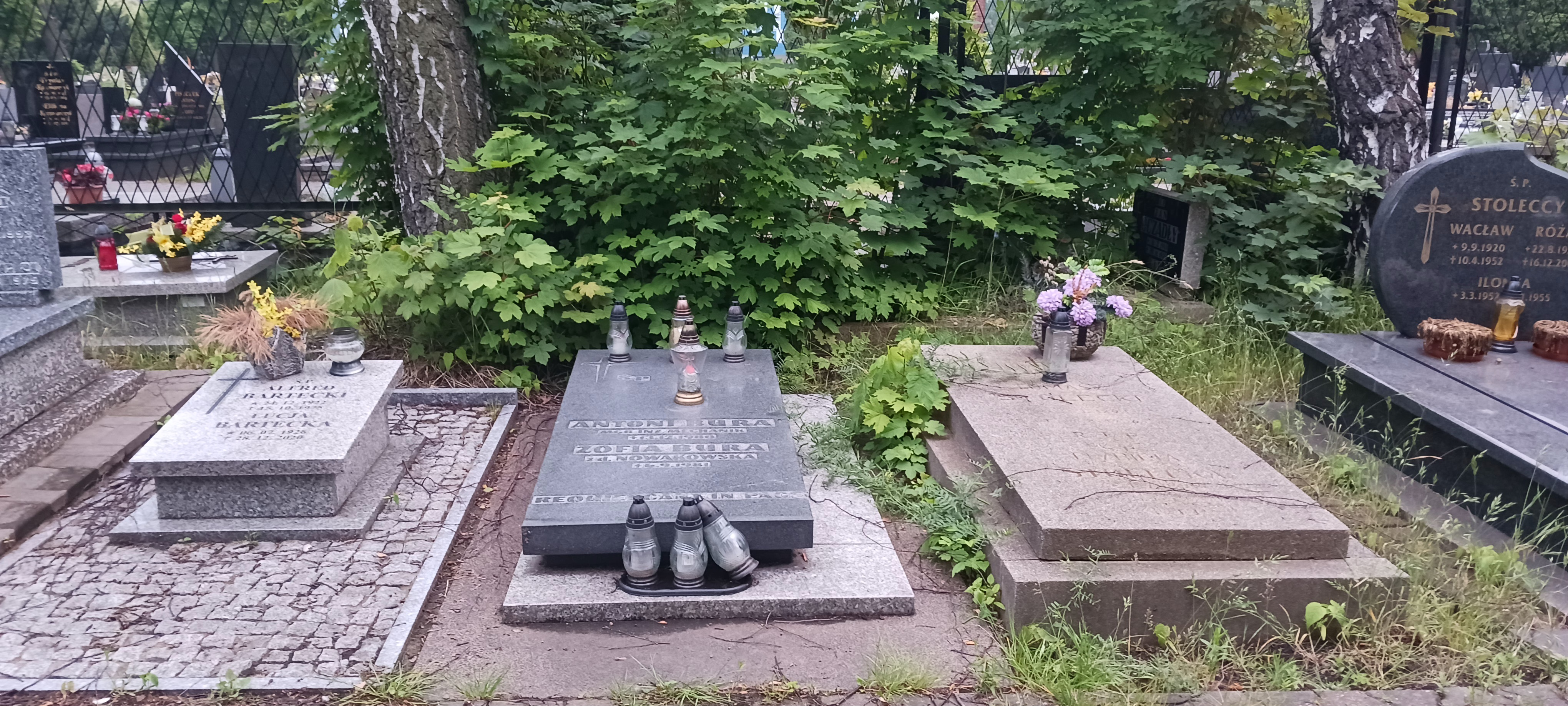
La tomba di Antoni Bura (al centro), nel cimitero di Katowice.

Figlio del falegname Henryk Bura e Barbara, dal 1912 al 1920 studiò alla Scuola secondaria reale "J. Słowacki" a Orlová (attuale Repubblica Ceca). Antoni Bura fu un attivista indipendentista della regione della Slesia di Cieszyn, che all'epoca faceva parte dell'Austria-Ungheria e successivamente venne divisa tra Polonia e Cecoslovacchia. Durante la prima guerra mondiale fu membro dell'Organizzazione militare polacca segreta, il braccio di intelligence e sabotaggio delle legioni polacche. Partecipando alla guerra polacco-sovietica, Bura ricevette la Croce al valore. Nel 1934 si laureò in ingegneria meccanica presso l'Università Tecnica di Leopoli.
Successivamente lavorò come apprendista e caposquadra nelle miniere di carbone della Slesia. Dal 1938 fino allo scoppio della seconda guerra mondiale lavorò presso un'azienda mineraria e fonderia nell'ex regione cecoslovacca di Zaolzie. Durante l'occupazione nazista visse a Cracovia. Dal 1945 al 1949 fu direttore di una fabbrica di macchine elettriche a Cieszyn. Nel 1950 entrò al Ministero delle miniere e dell'energia e contemporaneamente lavorò presso la facoltà di ingegneria dell'Università di Cracovia. Nel 1957 pubblicò il libro Maszyny i urządzenia górnicze (Macchine e attrezzature minerarie). Bura si ritirò nel 1968.

## Carriera sportiva
Insieme ad altri ufficiali dell'esercito polacco fece parte della prima Nazionale di bob della Polonia, pilotata dal conte Józef Broel-Plater. Nella gara di bob a cinque si classificarono al 17º posto su 23 equipaggi.